# Red Carpet Massacre
A Red Carpet Massacre a Duran Duran tizenkettedik stúdióalbuma, amit 2007. november 19-én adtak ki Európában és november 13-án az Egyesült Államokban.
A számok nagy része 2006 eleje felé lett készen, de Andy Taylor távozása után az együttes újrakezdte az albumot és elkezdett Timbaland producerrel dolgozni.
A november 19-i héten az album a 36. helyen debütált a Billboard 200-on, és nagyjából 29 ezer példány kelt el belőle az első héten. A következő héten visszaesett a 116. helyre. Angliában a november 26-i héten a 44. helyen kezdett, ez volt az együttes történetének a második legrosszabb debütálása az Egyesült Királyságban, a 2000-ben megjelent Pop Trash után. Az album Olaszországban a 10. helyen debütált. 2008 májusára az albumból 102 ezer kelt el Amerikában. Az album összesen három egymás követő hetet töltött a Billboard 200-on.

## Kezdeti időszak
Az album eredetileg a Reportage címet viselte volna és 2006 májusában jelent volna meg, amit később egy turnéval egészítettek volna ki. De ezt Andy Taylor távozása megakadályozta, így minden addig megírt szám félre lett téve, hogy felvegyék a Red Carpet Massacre-t.
Október elején Simon Le Bon bejelentette, hogy az együttes három számot vett fel az ismert hiphopproducerrel, Timbalanddel, Nate "Danja" Hillsszel és Jimmy Douglass hangmérnökkel a Manhattan Center Stúdiókban, szeptemberben. A Billboard szerint ezek közül az első kislemeznek várt "Nite-Runner" volt, Justin Timberlake közreműködésében. A másik két szám, amiket Timbaland-del vettek fel a "Skin Divers" és a "Zooming In" volt. Ezen kívül még kettőt, a végül az albumon nem szereplő "48 Hours Later"-t és a "Transcendental Mental"-t.

## Andy Taylor távozása
Andy Taylor a Duran Duran egyetlen októberi koncertjén se lépett fel, és már a Timbalanddal történt felvételeken se volt jelen. 2006. október 25-én együttes weboldalán jelentették be a távozását: "Múlt hétvégén a négyünk feloszlatta a viszonyát és Andy nélkül fogjuk folytatni Duran Duranként, mert elértünk egy pontot a kapcsolatunkban, ahol egy kijavíthatatlan szakadék van köztünk és nem tudunk effektíven együtt funkcionálni."
Dominic Brown, aki több koncerten is fellépett már Taylor helyett, lett az együttes gitárosa és részt vett az albumfelvételeknek. Azóta az együttes turnégitáros.
Andy Taylor elmondta a Rolling Stone-nak, hogy ő sokkal inkább egy elektronikus hangzást prioritizált, míg Le Bon más irányba akart menni, amibe beletartozott Justin Timberlake és Timbaland részvétele. Az önéletrajzában azt is leírta, hogy közte, Rhodes és Le Bon között újra megjelentek kötekedések, amelyekben nem segített Taylor mentális helyzete édesapja halála után. Később depresszióval diagnosztizálták.
Az önéletrajza szerint az volt az utolsó csepp a pohárban, mikor kiderült, hogy az együttes menedzsmentje nem tudott neki munkavállalási vízumot szerezni az Egyesült Államokba, hogy felvegyék az albumot. Az együttes többi tagja ennek ellenére elvárta tőle, hogy megjelenjen a felvételekre Timbalanddal, de Taylort nem tudták elérni se telefonon, se e-mailen keresztül, ezért nélküle folytatták a munkát.

## Az album újrafelvétele
Az együttes úgy döntött, hogy újraírja az egész albumot Taylor távozása után. A Reportage-re már elkészült 14 daluk, de Le Bon ezekről a következőt mondta: "Amikor leültünk és meghallgattuk amit összeraktunk, nem éreztük, hogy lett volna egy igazi vezető dal az albumon, ezért kapcsolatba léptünk Timbaladdal, aki az egyetlen producer volt, akit mindannyian kedveltünk."
A szeptemberi New York Sessions után a Duran Duran a londoni Metropolis Studiosba helyezkedett át Danja-val és Jimmy Douglasszal.
2007 júniusában a Duran Duran a hivatalos oldalán jelentette be, hogy Justin Timberlake-kel dolgoztak a "Falling Down"-on. Június 17-én az együttes a "Nite-Runner" (szintén az amerikai énekessel) dalt debütálta élőben, amelyre Le Bon ekkor még mindig úgy gondolt, mint lehetséges első kislemez.
A New York-i koncert után az együttes tagjai visszatértek Angliába, hogy dolgozzanak az album keverésén és fellépjenek a Concert for Diana és Live Earth koncerteken Londonban.
Az együttes basszusgitárosa, John Taylor kritikával illette a Sony Music-ot, mert egy rémálommá változtatták a munkát az albumon. Az ő bevallása szerint a kiadó popossá akarta tenni az albumot, ezért kényszerítette őket, hogy dolgozzanak Timbalanddel, ami nem volt egy kellemes élmény az együttesnek: "Adtunk a Sonynak egy albumot, ami természetes volt, majdnem rock, erre úgy reagáltak, hogy 'Kell bele egy kis pop, nem akartok csinálni néhány dalt Timbalanddel?'". Nick Rhodes továbbá hozzátette: "Az az igazság, hogy meg volt a lehetőségünk, hogy dolgozzunk Timbalanddel, szóval úgy voltunk vele 'Jó, csináljuk'. AMikor meglátta a gitárt, a basszust és a dobokat a stúdióban, szerintem meglepődött, mert ezeknek az embereknek minden egy dobozban van."

## Kislemezek
A "Falling Down" volt az első, és egyetlen kislemez, a második és a harmadik a "Skin Divers", illetve a "Nite-Runner" lett volna, nem tudni ezek végül miért nem kerültek kiadatásra.

## Kiadás és fogadtatás
Az album kapott hideget-meleget a megjelenése után, és végül a második legkevesebb számban elkelt Duran Duran album lett. Csak a Pop Trash-ből adtak el kevesebbet.

## Számlista
Az összes dalszöveg szerzője Simon Le Bon, az összes szám szerzője a Duran Duran és Nate Hills.
|     | Cím                                                             | Producer(ek)                           | Hossz |
| --- | --------------------------------------------------------------- | -------------------------------------- | ----- |
| 1.  | The Valley                                                      | Nate Hills                             | 4:58  |
| 2.  | Red Carpet Massacre                                             | Hills                                  | 3:17  |
| 3.  | Nite-Runner (további dalszerzők: Tim Mosley, Justin Timberlake) | Timbaland Timberlake Hills Duran Duran | 3:58  |
| 4.  | Falling Down                                                    | Timberlake, Hills                      | 5:41  |
| 5.  | Box Full O' Honey                                               | Hills                                  | 3:10  |
| 6.  | Skin Divers (további dalszerzők: Mosley)                        | Timbaland Hills Duran Duran            | 4:24  |
| 7.  | Tempted                                                         | Hills                                  | 4:24  |
| 8.  | Tricked Out                                                     | Hills                                  | 2:46  |
| 9.  | Zoom In                                                         | Timbaland Hills Duran Duran            | 3:27  |
| 10. | She's Too Much                                                  | Hills                                  | 5:14  |
| 11. | Dirty Great Monster                                             | Hills                                  | 3:36  |
| 12. | Last Man Standing                                               | Hills                                  | 4:00  |

| 13. | Cry Baby Cry | Hills | 3:55 |

| 13. | Cry Baby Cry               | Hills | 3:55 |
| 14. | Nite-Runner (Live)         | Hills | 4:02 |
| 15. | Red Carpet Massacre (Live) | Hills | 3:09 |

| 11. | Cry Baby Cry        | Hills | 3:56 |
| 12. | Dirty Great Monster | Hills | 3:36 |
| 13. | Last Man Standing   | Hills | 4:00 |

| 1. | The Album     | 10:56 |
| 2. | The Artwork   | 6:35  |
| 3. | The Video     | 11:50 |
| 4. | The Campaign  | 3:53  |
| 5. | The Out-Takes | 6:57  |
| 6. | The Stills    |       |

## Előadók

### Duran Duran
- Simon Le Bon – ének
- John Taylor – basszusgitár, háttérének
- Roger Taylor – dobok
- Nick Rhodes – billentyűk, háttérének

### Egyéb előadók
- Dominic Brown – gitár, háttérének
- Simon Willescroft – szaxofon
- Marcella Araica
- Terri Walker – ének
- Jim Beanz – ének
- Justin Timberlake – ének
- Timbaland – ének

### Utómunkálatok
- Duran Duran – producer
- Danja – producer
- Timbaland – producer (3., 6. és 9. szám)
- Justin Timberlake – producer (3. és 4. szám)
- Jimmy Douglass – producer, hangmérnök, keverés
- Matthew Hager – hangmérnök a "Falling Down"-on és keverlés a "Cry Baby Cry"-on

## Slágerlisták
| Slágerlista (2007)                    | Legmagasabb pozíció |
| ------------------------------------- | ------------------- |
| Ausztrál Albumok (ARIA)               | 69                  |
| Cseh Albumok (ČNS IFPI)               | 47                  |
| Holland Albumok (Album Top 100)       | 73                  |
| Francia Albumok (SNEP)                | 145                 |
| Német Albumok (Offizielle Top 100)    | 85                  |
| Ír Albumok (IRMA)                     | 75                  |
| Olasz Albumok (FIMI)                  | 10                  |
| Japán Albumok (Oricon)                | 73                  |
| Skót Albumok (OCC)                    | 47                  |
| Svájci Albumok (Schweizer Hitparade)  | 39                  |
| UK Albums (OCC)                       | 44                  |
| US Billboard 200                      | 36                  |
| US Top Alternative Albums (Billboard) | 5                   |
| US Top Rock Albums (Billboard)        | 8                   |

## Kiadások
A Discogs adatai alapján.
| Régió            | Év   | Formátum   | Kiadó         |
| ---------------- | ---- | ---------- | ------------- |
| Világszerte      | 2007 | Album, CD  | Epic, Sony    |
| Európa           | 2008 | AAC, Album | Skin DIvers   |
| Egyesült Államok | 2009 | LP         | Erika Records |

## Fordítás
Ez a szócikk részben vagy egészben  a   Red Carpet Massacre című angol Wikipédia-szócikk ezen változatának fordításán alapul.  Az eredeti cikk szerkesztőit annak laptörténete sorolja fel. Ez a jelzés csupán a megfogalmazás eredetét és a szerzői jogokat jelzi, nem szolgál a cikkben szereplő információk forrásmegjelöléseként.